# Donald Pretty
Donald Wayne Pretty (født 11. juni 1936) er en canadisk tidligere roer.
Pretty var med i Canadas otter, der vandt sølv ved OL 1956 i Melbourne, kun besejret i finalen af USA. Australien sikrede sig bronzemedaljerne. Besætningen i canadiernes båd blev desuden udgjort af Bill McKerlich, Philip Kueber, Robert Wilson, David Helliwell, Richard McClure, Douglas McDonald, Lawrence West og styrmand Carlton Ogawa. Han var også med i otteren otte år senere, ved OL 1964 i Tokyo, hvor canadierne sluttede på 9. pladsen.
Pretty var, ligesom de øvrige medlemmer af canadiernes 1956-otter, studerende ved University of British Columbia i Vancouver.

## OL-medaljer
- 1956:  Sølv i otter